# Janova vyhlídka
Janova vyhlídka se nachází v Hruboskalském skalním městě, v lokalitě Cestník, na skalním masivu, mezi hrady Čertova ruka a Kavčiny. Je z ní rozhled po skalách západního Skaláku, Majáku, až na Kozákovský hřbet.

## Dostupnost
Na rozdíl od známějších vyhlídek na Kapelu a u Lvíčka se Janova vyhlídka nenachází na hlavní červeně značené turistické trase – Zlaté stezce Českého ráje, nýbrž na modré, vedoucí od Lázní Sedmihorky k Valdštejnu.
Cesta na Janovu vyhlídku vede lesem po modře značené turistické trase nahoru od Lázní Sedmihorky po staré Angrově pramenné stezce. Dorazit se na ni dá i z druhé strany, stačí pod vrchem Cestník, na rozcestní U Kavčin, na cestě od hradu Valdštejn, odbočit doleva.

### Výhledy z Janovy vyhlídky
Z Janovy vyhlídky je výhled na Hruboskalské skalní město, skalní formace, skalní věže a masivy jako Maják s typickou českou vlajkou, Čertova ruka až po Ještědsko-kozákovský hřbet, horu Kozákov, Tábor, Prackov. Vidět jsou rovněž okolní obce, například Sedmihorky a Štěpánovice.

## Fotogalerie

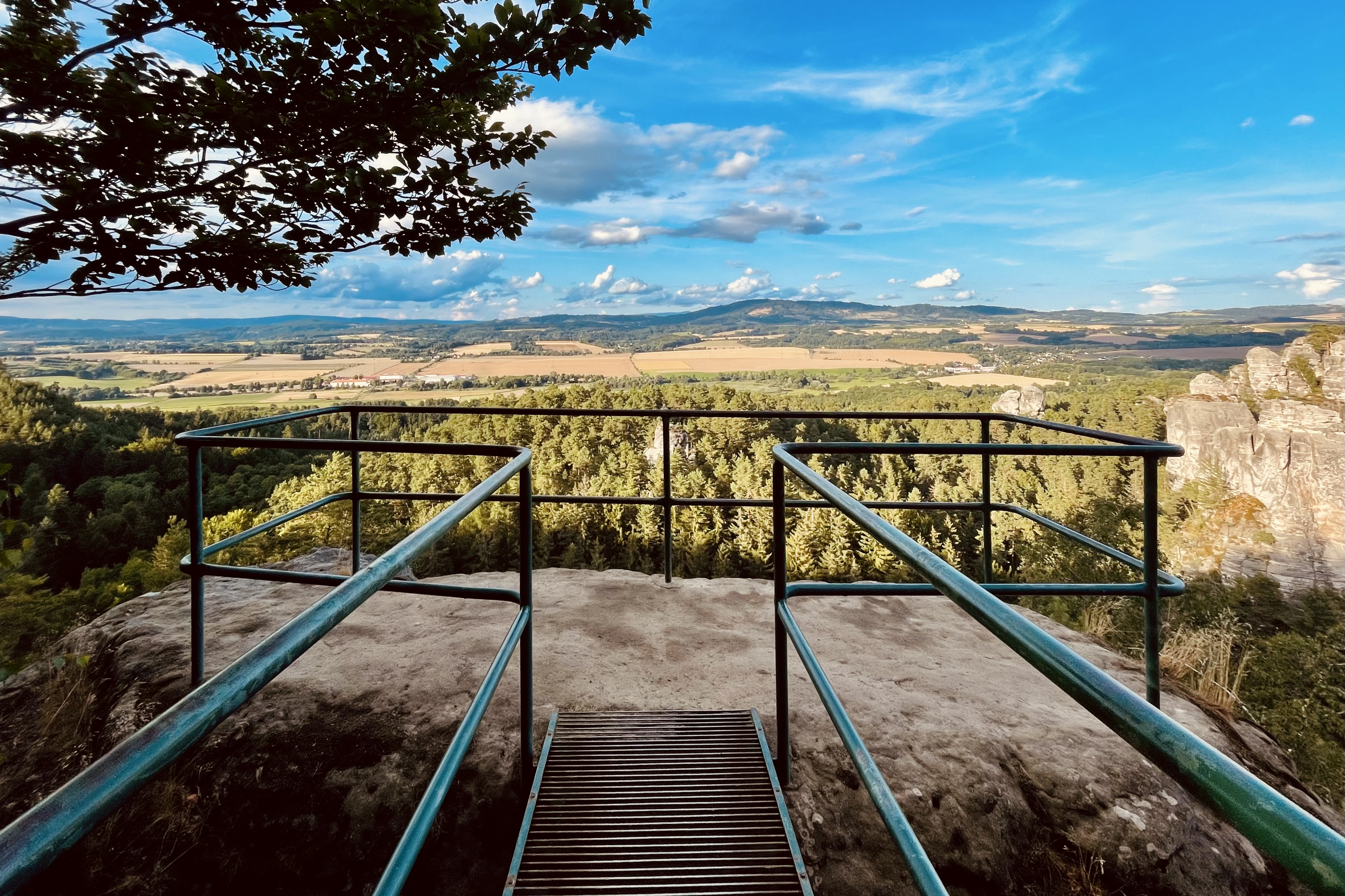
Janova vyhlídka, Český ráj.
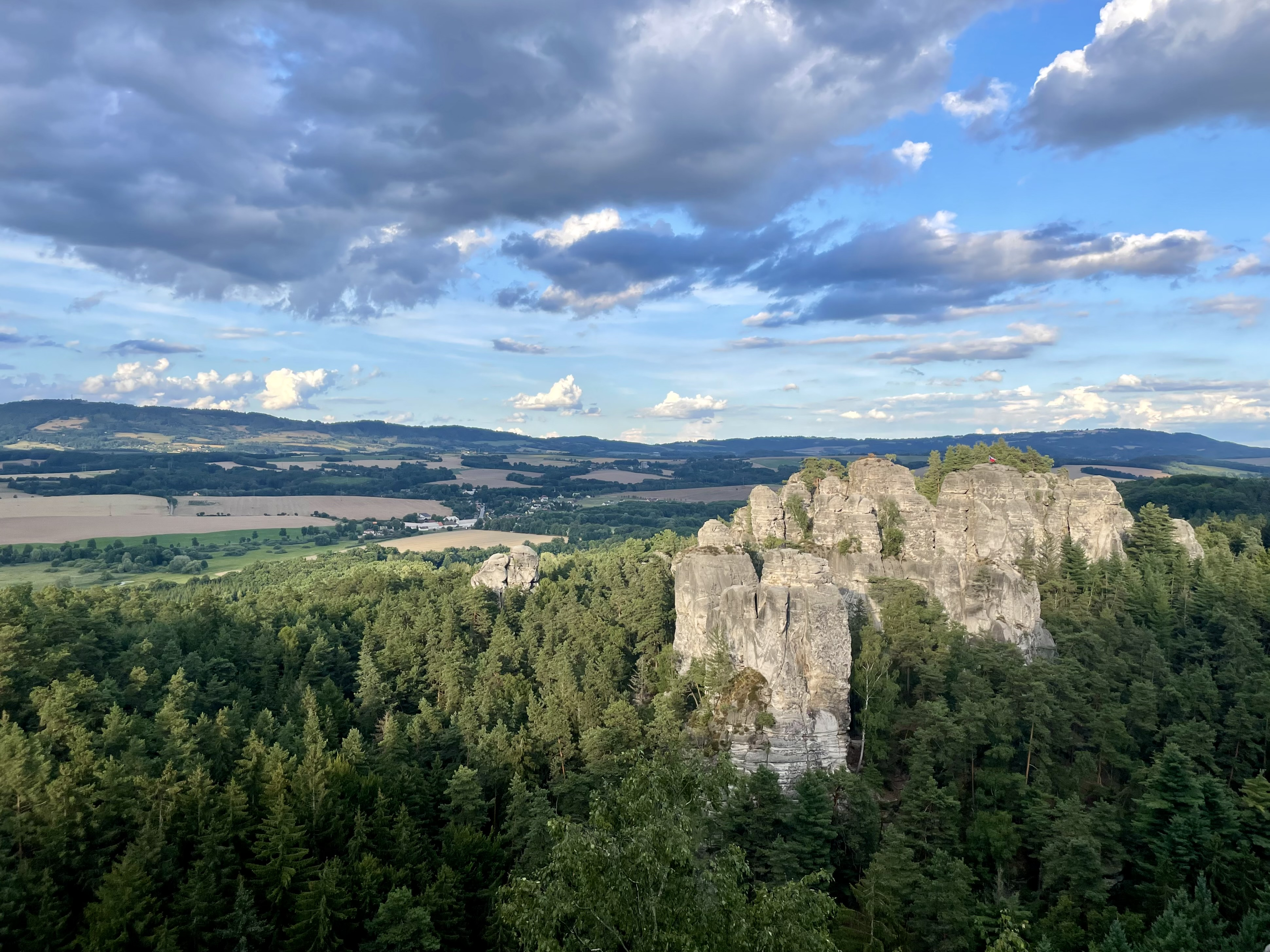
Maják a Kozákov z Janovy vyhlídky.
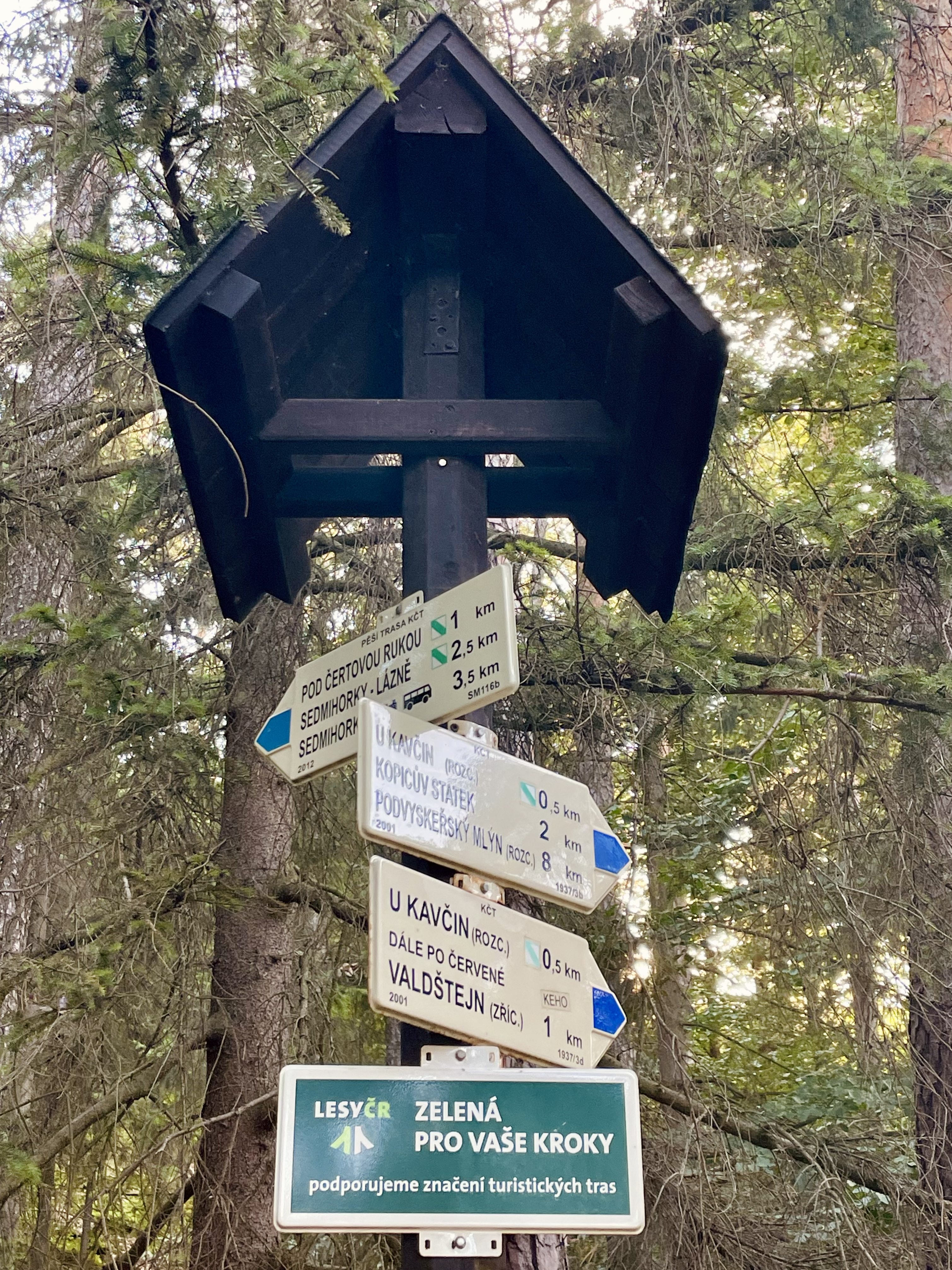
Turistický rozcestník, Janova vyhldíka.